# Raziskovanje
Raziskovanje je sistematično ustvarjalno delo oz. dejavnost, s katerim želimo razširiti ali izboljšati znanje o ljudeh, naravi, kulturi in družbi ter ga uporabiti za iskanje rešitev. Z raziskovanjem se ugotavljajo ali potrjujejo dejstva, ugotavljajo in verificirajo rezultati preteklega dela, rešujejo novi ali obstoječi problemi in razvijajo nove teorije.
Deli se na temeljne raziskave (ali bazične raziskave), ki so podlaga za oblikovanje sistema spoznanj o naravi in družbi ter uporabne raziskave (ali aplikativne raziskave), ki so izhodišče za uporabo dognanj in odkritij pri reševanju vprašanj v zvezi z naravo, človekom in družbo. Opravljajo ga posamezniki, skupine ali ustanove.